# Cirrhochrista bracteolalis
Cirrhochrista bracteolalis is een vlinder uit de familie van de grasmotten (Crambidae), uit de onderfamilie van de Spilomelinae. De wetenschappelijke naam van deze soort is voor het eerst voorgesteld door George Francis Hampson in een publicatie uit 1891.
De soort komt voor in China, India (Tamil Nadu), Sri Lanka, Taiwan, de Filipijnen, Thailand en Maleisië (Sabah).

## Kenmerken
The spanwijdte bedraagt 22 tot 37mm.